# Lech Jankowski

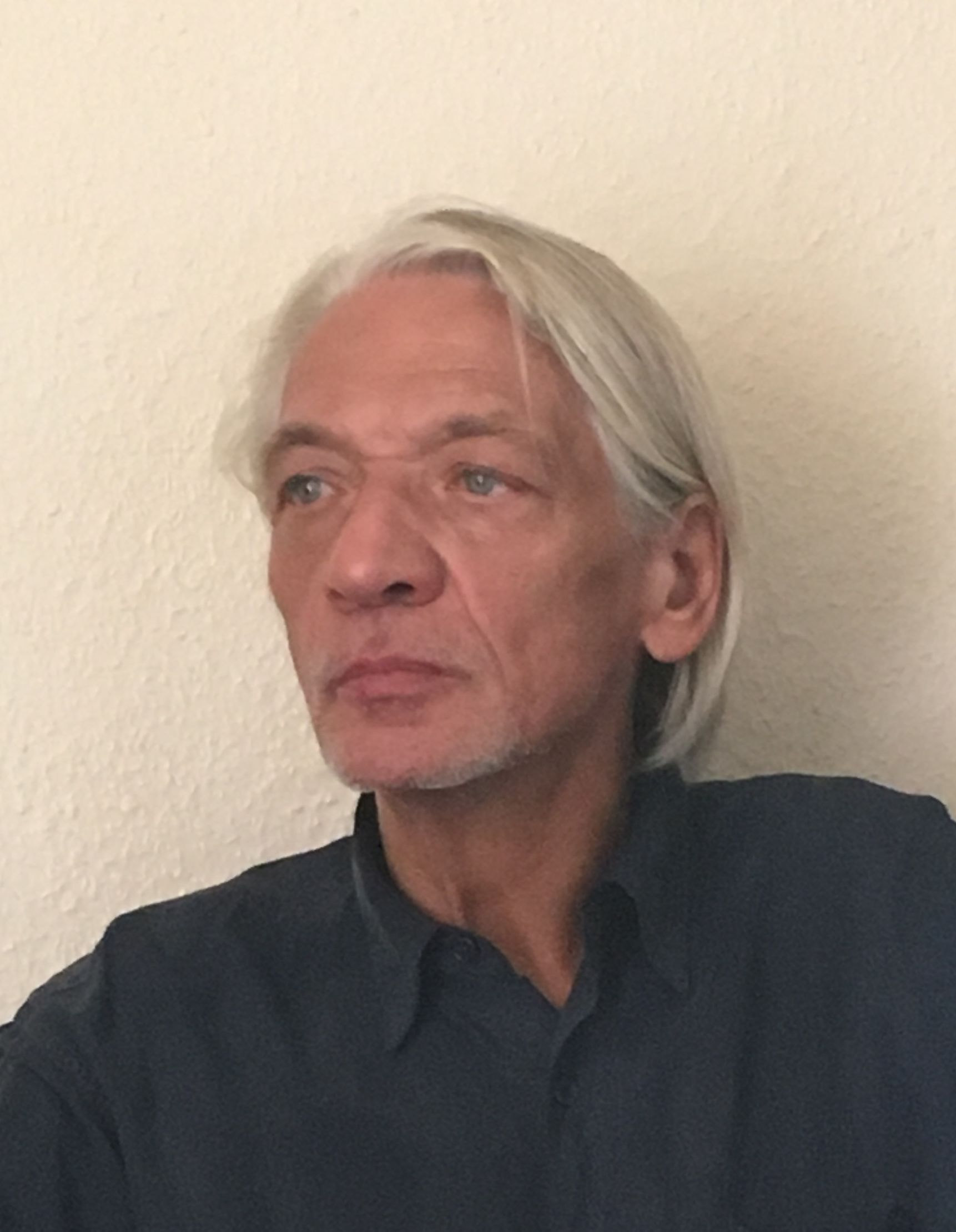
Lech Jankowski 2018

Lech Jankowski (geb. am 1. April 1956 in Leszno) ist ein polnischer Komponist, Maler und Ethnologe.

## Schaffen
Lech Jankowski komponiert hauptsächlich Theater- und Filmmusik. Er ist auch Regisseur eigener Performances, die das Instrumenten- und Musiktheater sowie Elemente der bildenden Kunst verbinden. Für die Performance Ein Tag aus dem Leben des Erik S., die er unter Verwendung von Musik und Texten von Erik Satie realisiert hat, bekam er 1994 eine Auszeichnung der polnischen Monatsschrift Teatr. Als Komponist arbeitet er mit verschiedenen Theaterregisseuren zusammen, hauptsächlich in Polen.
Er komponierte Musik für mehrere Filme von Brothers Quay, u. a. Street Of Crocodiles nach der Erzählung von Bruno Schulz (Preis für Musik auf dem Internationalen Festival für Animationsfilme in Zagreb, 1986) und Institute Benjamenta, Or This Dream People Call Human Life nach Robert Walser. 2017 schrieb er Musik für den Animationsfilm Edge of Alchemy von Stacey Steers.
Seine Malerei, die Elemente des Magischen Realismus aufweist, präsentierte er in mehreren Einzelausstellungen. Seine Bilder befinden sich in Privatsammlungen in Polen und im Ausland. Er lebt und arbeitet in Poznań.

## Filmografie
- 1985: Street of Crocodiles, Regie: Brothers Quay
- 1988: Rehearsals for Extinct Anatomies, Regie: Brothers Quay
- 1989: The Pond, Regie: Brothers Quay
- 1990: Ex Voto, Regie Brothers Quay
- 1990: The Comb, Regie: Brothers Quay
- 1991: De Anamorphosis Or Artificiali Perspectiva, Regie: Brothers Quay
- 1992: Teater Atonde Dagen, Regie Joanna Helander & Bo Persson
- 1993: The Twins from Cracow, Regie Joanna Helander & Bo Persson
- 1995: Institute Benjamenta, Regie: Brothers Quay
- 1996: Community Commercial Against Aids, Regie: Brothers Quay
- 1998: Podróż Erwina, Regie: Mira Sikorska
- 2017: Edge Of Alchemy, Regie: Stacey Steers

## Theatermusik
- Tańczące wiolonczele, Regie: Beata Bąblińska, 2008
- Dziady, Regie: Lech Raczak, 2007
- Plac Wolności, Regie: Lech Raczak, 2005
- Szaweł, Regie: Jacek Głomb, 2004
- Brama szarańczy, Regie: Lech Raczak, 2004
- ...i odsłoniłam noc, Regie: Krystian Kobyłka, 2004
- Zona, Regie: Lech Raczak, 2003
- Golem, Regie: Krystian Kobyłka, 2003
- Małego świata wielkie cuda, Regie: Wiesław Hołdys, 2003
- Płatonow, Regie: Paweł Miśkiewicz, 2002
- Całun, Regie: Leszek Mądzik, 2000
- Świat na opak, Regie: Wiesław Hołdys, 1997
- Piołun, Regie: Lech Raczak, 1985
- Więcej niż jedno życie, Wzlot, Przypowieść, Regie: Lech Raczak, 1979–1983

## Künstlerische Eigenprojekte
• Muzyka dla kotów [Musik für die Katzen], Musik, Regie, Texte, Drehbuch, Bühnenbild: Lech Jankowski, 2006
• Szkoła na mandolinę [Mandolinenschule], Musik, Regie, Drehbuch: Lech Jankowski, 1997
• Jeden dzień z życia Erika S. [Ein Tag aus dem Leben des Erik S.], Regie, Drehbuch, Choreographie: Lech Jankowski, 1994
• Zwie(t)rzenia, Hörspiel, Drehbuch, Text, Musik: Lech Jankowski, 1991

## Einzelausstellungen
• Zeichnungen und Bilder, Galerie Cankova, Berlin, 2018
• Przerwa w cieniu, Dänisches Kulturinstitut, Warszawa, 2011
• Geometria poranna ( 1 litr powietrza dla pana K.O. ), Galerie des Puppentheaters Białystok, 2010
• Städtischegalerie Arsenał, Poznań, 1999
• Galerie Aneks, BWA Poznań, 1992
• Schustermuseum, Pszczew, 1989
• Galerie Kontakt, Poznań, 1987
• Galerie Kontakt, Poznań, 1986

## Diskographie

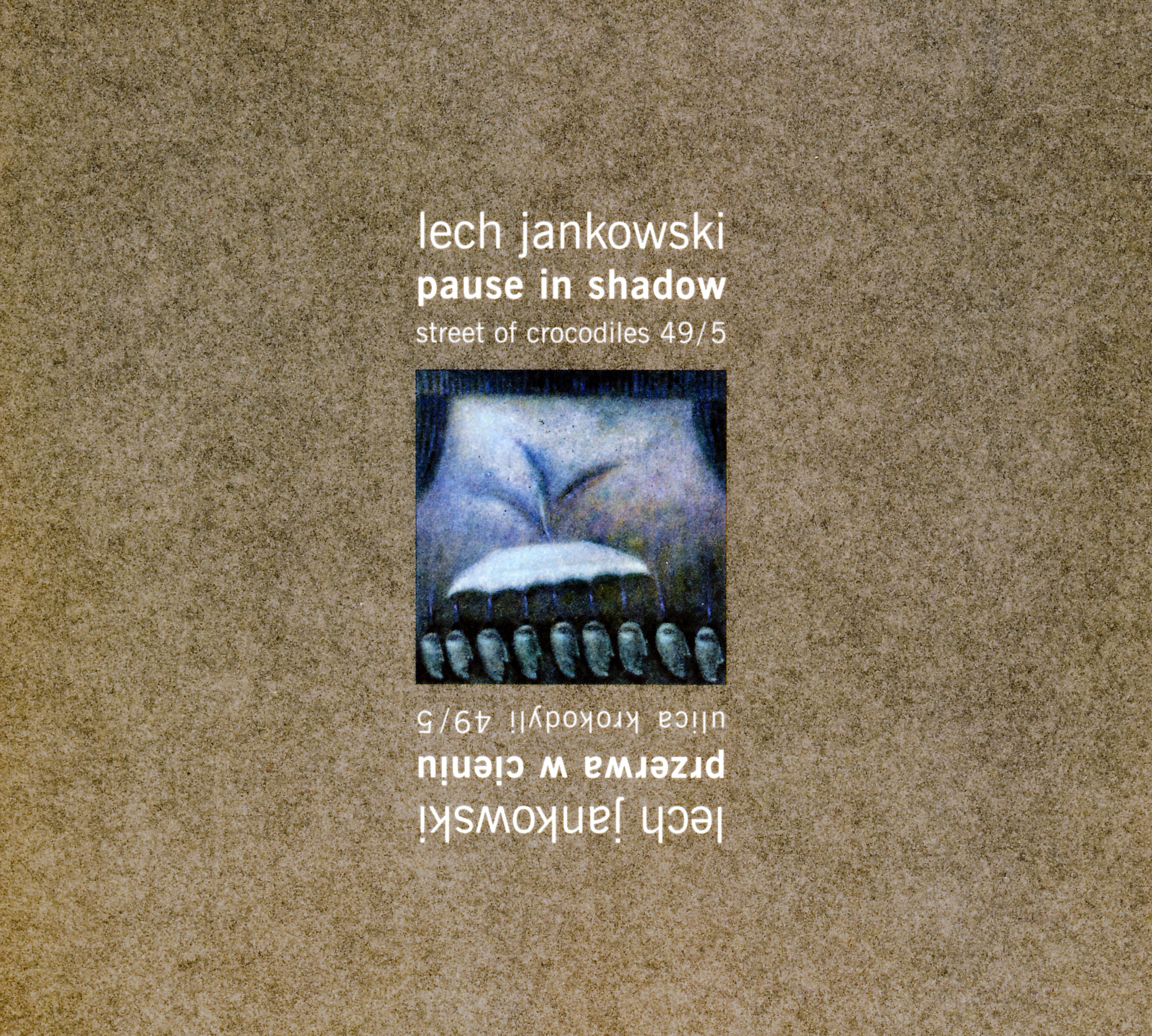
Pause in Shadow, Musik Lech Jankowski, CD-Cover, 2007

• Pause in Shadow. Street Of Crocodiles 49/5, CD, Poznań 2008
• Institute Benjamenta, soundtrack, CD, London 1998, 2015
• Wzlot, T8D, Audiocassette, Poznań 1981